# دیمو کوستوف
دیمو کوستوف (بلغاری: Димо Костов؛ زادهٔ ۱۷ مارس ۱۹۴۷) کشتی‌گیر اهل بلغارستان بود.